# Карл Борнер
 Карл Борнер (Олтен, 6. септембар 1898 — Лозана, 6. новембар 1973) био је швајцарски атлетичар, специјалиста за спринтерске дисциплине.
Атлетиком се почео бавити 1920. у неким немачким клубовима. Био је швајцарски првак на 100 метара у 1924, 1927 и 1929, а на 200 метара 1927 и 1929. 
Учествовао је на Летњим олимпијским играма 1924. у Паризу. Такмичио се у 3 дисциплине трчању на 100 и 200 метара и штафети 4 х 100 метара. На 100 метара испао је у квалификацијама стигавши трећи у једанаестој групи са непознатим резултатом. Исто се десило и на 200 метара. Швајцарска штафета 4 х 100 метара пласирала се у финале, где је дисквалификована.

## Лични рекорди
100 м — 10,7 (1926)
200 м — 21,8 (1927)